# جامعة الريادة للعلوم والتكنولوجيا
جامعة الريادة للعلوم والتكنولوجيا هي جامعة مصرية خاصة أصدر رئيس الجمهورية قرار رقم 445 لسنة 2021 بإنشاءها، ويكون مقرها منطقة المحور المركزي رقم 2 بمدينة السادات بمحافظة المنوفية.

## الكليات
وتتكون الجامعة من كليات:
- طب الفم والأسنان
- التمريض
- العلاج الطبيعي
- الدراسات العليا
- الإعلام والألسن
- الحاسبات والذكاء الاصطناعي
- الهندسة
- إدارة الأعمال